# Michael Morton (victime d'une erreur judiciaire)
Pour les articles homonymes, voir Michael Morton et Morton.
Michael Morton (né le 12 août 1954) est un Américain qui a été condamné à tort en 1987 par un tribunal du comté de Williamson, au Texas, pour le meurtre de sa femme, Christine Morton, en 1986. Il a passé près de 25 ans en prison avant d'être disculpé par des preuves ADN qui étayaient sa déclaration d'innocence et indiquaient que le crime avait été commis par un autre individu. Morton a été libéré de prison le 4 octobre 2011 et un autre homme, Mark Alan Norwood, qui entre-temps avait tué une autre femme dans des conditions similaires, fut reconnu coupable du meurtre en 2013. Le procureur chargé de l'affaire, Ken Anderson, a été reconnu coupable d'outrage au tribunal pour ne pas avoir transmis des éléments à décharge alors que le juge avait ordonné leur remise à la défense.
Le Texas a voté en 2013 une loi, le Michael Morton act, pour renforcer les droits de la Défense et un accès plus ouvert à tous les éléments de la procédure.

## Biographie
Michael Morton est né le 12 août 1954.
En 1976, alors qu'il fréquentait la Stephen F. Austin State University, à Nacogdoches au Texas, Morton rencontra Christine Kirkpatrick. Ils se marièrent en 1979 et eurent un fils, Eric, né en 1983. Eric avait une malformation cardiaque congénitale, qui a nécessité une chirurgie à cœur ouvert, qui ne pouvait être tentée en toute sécurité avant l'âge de trois ans.
En 1986, six semaines après l'opération réussie de leur fils, le 12 août 1986, Morton et sa famille célébraient son anniversaire. Le lendemain, après que Morton est parti travailler, Christine Morton fut battue à mort dans son lit alors qu'Eric était présent.

## Condamnation, test ADN et acquittement
Le 25 septembre 1986, Morton a été arrêté et accusé du meurtre de sa femme. Il fut reconnu coupable en février 1987 et condamné à la prison à vie.
L'avocat civil pro bono John Raley, de Houston au Texas, avec Nina Morrison de l'Innocence Project, une organisation basée à New York traquant les erreurs judiciaires aux États-Unis, déposèrent une demande pour des tests ADN en février 2005. En 2010, Morton s'est vu offrir une libération conditionnelle s'il exprimait des remords pour le meurtre de sa femme. Raley raconta au Texas Tribune la conversation qu'il a eue avec Morton sur le sujet :

« ...Michael a dit qu'il comprenait qu'il serait libéré sur parole s'il montrait des remords pour son crime. Et j'ai dit: "Qu'est-ce que tu vas faire ?" Je n'avais pas l'impression de pouvoir le conseiller là-dessus parce que, je veux dire, vous savez [cela faisait] 23 ans maintenant. Je ne pense pas que quiconque l'aurait blâmé s'il avait dit: "Je suis vraiment désolé, laissez-moi partir. 
Mais Michael est un homme d'une grande intégrité, et il ne mentirait pas pour sortir de prison. 
Et il a dit : "Tout ce qui me reste, c'est mon innocence réelle, et si je dois être en prison pour le reste de ma vie, je n'abandonnerai pas ça." (...) Et j'ai dit : "Michael, je te le promets, je n'abandonnerai jamais." »

Après avoir été initialement détenu dans la prison du comté de Williamson, Morton fut ensuite détenu dans plusieurs prisons du Texas Department of Criminal Justice (en) (TDCJ) : l'unité de diagnostic à Huntsville, l'unité Wynne Unit à Huntsville, l'unité Ramsey I dans le comté de Brazoria et l'unité Michael dans le comté d'Anderson. Pendant son incarcération, il a suivi des cours universitaires, obtenant une licence en psychologie et une maîtrise en littérature ; il a demandé un transfert à Ramsey pour pouvoir suivre le programme de maîtrise qui y était proposé.
Ses avocats Raley et Morrison demandèrent sans relâche une ordonnance du tribunal pour des tests ADN auprès des tribunaux du Texas et des tribunaux fédéraux jusqu'à ce que les tests soient finalement réalisés en juin 2011. Le procureur de district du comté de Williamson, John Bradley, a « combattu avec ténacité » pendant six ans pour s'opposer aux tests ADN  avant qu'un juge n'ordonne finalement qu'ils soient effectués.
Morton a été libéré le 4 octobre 2011 puis officiellement acquitté par le juge de district du comté de Bexar, Sid Harle, le 19 décembre 2011, après que des tests ADN ont lié un autre homme, Mark Alan Norwood, au meurtre de Christine Morton.

### Condamnation de Mark Alan Norwood
Mark Alan Norwood, un plongeur dans un restaurant de Bastrop qui vivait à Austin au Texas au milieu des années 1980, a été inculpé, reconnu coupable et condamné à la réclusion à perpétuité le 27 mars 2013 pour le meurtre de Christine Morton en 1986. En septembre 2016, il a été condamné dans une autre affaire, pour le meurtre de Debra Masters Baker dans sa maison d'Austin en janvier 1988. Les deux femmes avaient été battues à mort dans leur lit dans des circonstances similaires.
L'Innocence Project a par la suite déposé une requête pour que Bradley soit déchargé de la suite des procédures judiciaires, mais abandonna celle-ci après que Bradley a accepté de rejeter l'acte d'accusation contre Morton, ce qui a permis à ce dernier de percevoir une indemnisation. En vertu de la loi texane, il est devenu admissible à recevoir une indemnité forfaitaire basée sur le nombre d'années passées en prison, plus une rente viagère de 80 000 $ par an, ainsi qu'une formation professionnelle et une aide à l'éducation,.

## Condamnation du procureur Ken Anderson
Le 16 novembre 2011, le premier procureur dans l'affaire Morton, Ken Anderson, déclara aux journalistes : « Je tiens à m'excuser formellement pour l'échec du système auprès de M. Morton. Avec le recul, le verdict était erroné. » La fille de Baker déclara qu'elle n'était pas émue par les excuses d'Anderson et l'a tenu partiellement responsable de la mort de sa mère parce que lui et les enquêteurs ont permis à un tueur de ne pas être recherché en se concentrant si intensément sur Michael Morton. « Il m'est plus difficile de l'entendre ne pas se tenir responsable. Il n'assume aucune responsabilité », a-t-elle déclaré.
Le même jour que l'acquittement officiel de Michael Morton, ses avocats (dont Raley, Morrison, Barry Scheck de l'Innocence Project et Gerald Goldstein et Cynthia Orr de San Antonio) demandèrent à Harle d'ordonner un « tribunal d'enquête » (court of inquiry) sur les actions d'Anderson, qui était alors juge de district dans le comté de Williamson. Un tribunal d'enquête est un tribunal spécial qui enquête sur les allégations de faute de la part d'officiels élus au Texas,. Morton avait accusé Anderson de ne pas avoir fourni aux avocats de la défense des preuves à décharge indiquant qu'un autre homme aurait pu tuer sa femme, dont les informations selon lesquelles son fils de 3 ans avait été témoin du meurtre et avait déclaré que son père n'était pas à la maison à ce moment-là,,. Les avocats de Morton ont découvert ces preuves lors de la préparation d'un appel final et ont pu faire témoigner sous serment Anderson et d'autres personnes impliquées dans l'enquête.
Le 20 février 2012, Harle a demandé à la Cour suprême du Texas (en) de convoquer un tribunal d'enquête, concluant qu'il y avait des preuves à l'appui de l'affirmation de Morton selon laquelle Anderson avait falsifié des preuves et aurait dû être condamné pour outrage au tribunal pour ne pas avoir respecté la décision du juge du procès afin de lui permettre d’examiner toutes les preuves à décharge possibles. Le tribunal d'enquête a débuté le 4 février 2013. Le 19 avril 2013, elle a ordonné l'arrestation d'Anderson, déclarant : « Cette cour ne peut pas penser à un acte plus intentionnellement préjudiciable que le choix délibéré d'un procureur de cacher des preuves atténuantes de manière à créer un terrain inégal pour une accusation de meurtre et condamnation à perpétuité ». Anderson a répondu en invoquant l'immunité de toute poursuite en vertu de l'expiration des délais légaux de prescription applicables. Le 23 septembre 2013, Anderson a démissionné de son poste de juge du tribunal de district.
Le 8 novembre 2013, il fut reconnu coupable d'outrage au tribunal par le juge Kelly Moore du 9e district judiciaire. Anderson n'a pas contesté les accusations dans le cadre d'une négociation de plaider coupable. Il fut condamné à 10 jours de prison dans la prison du comté et à se présenter à la prison pour son incarcération au plus tard le 2 décembre 2013. Une journée passée en prison en avril 2013, lorsqu'il a été arrêté à la suite de la cour d'enquête, a été déduite de la peine prononcée. Il a également été condamné à une amende de 500 $ et à effectuer 500 heures de travaux d'intérêt général. Il a accepté de renoncer à son permis de pratiquer le droit en échange de l'abandon des accusations de falsification de preuves. Il pourra demander le rétablissement de sa licence de droit après un délai de cinq ans,,. Le 15 novembre 2013, Anderson a été libéré de prison après avoir purgé cinq jours de sa peine, sur libération anticipée pour bonne conduite.
Après l'annonce de l'accord de plaidoyer coupable, il a été publiquement révélé que le procureur du district du comté de Williamson, Jana Duty, avait accepté d'autoriser un examen indépendant de chaque affaire qu'Anderson avait eu à traiter comme procureur ainsi que de chacune des affaires dans lesquelles Bradley s'était opposé avec succès aux tests ADN.

## Loi Michael Morton
Le 16 mai 2013, le gouverneur du Texas Rick Perry a signé le projet de loi 1611 du Sénat du Texas, également appelé loi Michael Morton (Michael Morton Act). Cette loi est conçue pour garantir un processus de « découverte » (discovery) plus ouverte (un peu l'équivalent en common law d'une mesure d'instruction in futurum dans le droit français). La politique de fichiers ouverts de cette loi supprime les obstacles à l'accès aux preuves par la défense. Morton était présent pour la signature du projet de loi, qui est devenu loi le 1er septembre 2013.

## Vie après la prison
Après avoir été libéré de prison, Morton a vécu un temps avec ses parents à Liberty City, au Texas, avant de déménager à Kilgore. Il a pu renouer avec son fils, Eric. Ce dernier avait été adopté par la sœur de Christine Morton et son mari et avait rompu tout contact avec son père quand il avait quinze ans car il le croyait coupable du meurtre de sa mère.
En 2013, Morton a épousé Cynthia May Chessman, qu'il a rencontrée dans son église.

## Dans les médias
L'affaire de Morton a été présentée dans 60 Minutes sur CBS le 25 mars 2012,. Il a également été présenté dans Katie, l'émission de Katie Couric, le 13 novembre 2012.
Un roman basé sur l'affaire, intitulé Depraved Prosecution, a été publié en juillet 2012 par Kurt Johnson, un écrivain vivant dans le comté de Williamson : dans ce roman, l'action se déroule dans le comté fictif de Wiyamsun.
L'affaire Morton a également été présentée dans un film documentaire de 2013, An Unreal Dream: The Michael Morton Story, réalisé par Al Reinert. Ce film a été présenté sur CNN Films le 8 décembre 2013.
Les mémoires de Michael Morton, Getting Life: An Innocent Man's 25-Year Journey from Prison to Peace (« Obtenir la vie: le voyage de 25 ans d'un homme innocent de la prison à la paix »), ont été publiées le 8 juillet 2014.